# アボガド6
アボガド6（アボガドロク）は、日本の映像作家、イラストレーター、漫画家、ボカロP。A-Sketch所属。
2011年にネット上でデビューし、SNSなどで作品を公開するスタイルで知名度を上げる。バルーンをはじめとするボカロPなどミュージシャンへのMV提供、Twitterおよびpixivに投稿するシニカルな風刺画（時には癒し系の画）や漫画などで知られる。 
詳細なプロフィールは明かしておらず、Twitterの自己紹介に「化学が好きな一般人です」と記しているに留まる。アイコンにはアメデオ・アボガドロの肖像を使用している。

## 作品

### 映像

#### MV
マェロP
- サクリファイス

すこっぷ
- ケッペキショウ

コウ
- マジェンタ
- バベルサーカス

ロレロ
- レアリテ

はらゆう
- やぶれかぶれおどれ

バルーン（須田景凪）
- 雨の勧め
- 嘯く終日
- 夜の帳が落ちる
- 少女は旅をする
- アルコーブ
- ポートレート
- 愛及屋烏
- トピアリー
- 遊閑地
- 花瓶に触れた
- 朝を呑む
- 夕染
- シャルル
- メーベル
- ダーリン
- 花に風

- 雨とペトラ
- レディーレ
- アマドール
- レド
- Cambell
- Dolly
- mock
- veil
- Carol
- 刹那の渦
- パメラ
- ノマド
- ミザン(ぬゆりとのコラボ楽曲)
- ラブシック
- ユートピア
- エイプリル
- WOLF(バルーン × ヒトリエ)

シロ
- サヨナラノセカイ

ゆずひこ
- Princess's dope

さくらば
- テーブルトークマナーズ
- アイアムアヒーロー
- ツギハギライアーズ

BYEE the ROUND
- ブラインドタッチ

チームカミウタ
- はないちもんめ

天月-あまつき-
- くたばれPTA（梨本うい作曲、はしやん）
- ミカヅキリサイズ（まふまふ）
- 星月夜

そらる
- 宛らバイバイ（koyori）
- 悋気な惑星（みきとP）

カメレオ
- パリピポ

Emily E Dickinson（Harima〆）
- 死んだ魚の眼を瞑る

MI8k
- もぬけのからだ
- 絶対的少年値

Eve
- sister

- ぬゆり（Lanndo）

- 命ばっかり
- 祈りは空っぽ

ナナヲアカリ
- 事象と空想 (バルーン（須田景凪）)

栗山夕璃 / Van de Shop
- アグリースワン

#### DVD
- 『おばけフィルム』（自主制作、2015年）
- 『おばけカタログ』（自主制作、2016年）

### 書籍
- 『空っぽのやつでいっぱい』（KADOKAWA、2017年6月22日、ISBN 978-4-04-601946-2）
- 『果実』（KADOKAWA、2018年3月1日、ISBN 978-4-04-602292-9）
- 『やさしさいっぱいの土の上で』（KADOKAWA、2018年8月30日、ISBN 978-4-04-602483-1）
- 『剥製』（KADOKAWA、2019年1月31日、ISBN 978-4-04-604134-0）
- 『幸せをあなたに』（A-Sketch、2019年7月9日、ISBN 978-4-9910-8460-7）
- 『野菜の国の冒険』（KADOKAWA、2019年9月26日、ISBN 978-4-04-604537-9）イラストカードブック
- 『上映』（KADOKAWA、2020年1月30日、ISBN 978-4-04-604626-0）
- 『アメデオ旅行記』（KADOKAWA）
  - 上（2020年11月2日、ISBN 978-4-04-604935-3）
  - 下（2021年9月30日、ISBN 978-4-04-605066-3）
- 『秘密』（KADOKAWA、2021年4月1日、ISBN 978-4-04-604936-0）
- 『言葉』（KADOKAWA、2022年8月24日、ISBN 978-4-04-605928-4）
- 『Random Trip 彷徨』（KADOKAWA、2023年8月31日、ISBN 978-4-04-606180-5）

### 音楽
- hand／旭音エマ
- ラヴ／旭音エマ
- へる／v flowerとUTAUたち
- kawaii 8bit
- 足立レイ／足立レイ
- 「おもかげ」／旭音エマ
- C.A.／旭音エマ
- OREMO UTAU／カロガド